# Alex Horne
Alexander James Jeffery Horne (født 10. september 1978) er en britisk komiker. Horne er skaberen bag det BAFTA-vindende program Taskmaster, hvor han er assistent for "Taskmaster" Greg Davies, der bedømmer komikere som udfører forskellige absurde opgaver. Han er også vært og bandleder for The Horne Section, et komisk band, der driver deres egne podcast, og deres egen musikvarieté som er blevet sendt på BBC Radio 4 og Dave.
Han deltager i programmet Countdown i 2008 på Channel 4, og han har været i dictionary corner som gæst sammen med sit band i 8 Out of 10 Cats Does Countdown ved flere lejligheder.

## Filmografi
| År           | Titel                              | Rolle                            | Noter                                  |
| ------------ | ---------------------------------- | -------------------------------- | -------------------------------------- |
| 2008         | Countdown                          | Sig selv, vært                   | 4 episoder                             |
| 2009-2010    | We Need Answers                    | vært                             | Også skaber og manuskriptforfatter     |
| 2009-2010    | No More Women                      | Kommentator, deltager            |                                        |
| 2010         | The Games That Time Forgot         | Presenter                        | TV Movie documentary                   |
| 2011         | Celebrity Mastermind               | Sig selv                         | 1 episode                              |
| 2011         | Call My Bluff                      | Sig selv                         | Comic Relief Special                   |
| 2012-2013    | Dara O Briain: School of Hard Sums | Sig selv, gæst                   | 4 episodes                             |
| 2013–present | 8 Out of 10 Cats Does Countdown    | Sig selv, gæst                   |                                        |
| 2014         | Live at the Electric               | Sig selv                         | 1 episode                              |
| 2015         | Drunk History                      | Sig selv, fuld historiefortæller | 1 episode                              |
| 2015–present | Taskmaster                         | vært, Greg's assistant           | Also producer, creator, writer         |
| 2018         | The Button                         | The Button                       | Also producer                          |
| 2018–present | The Last Leg                       | Sig selv, house band             | With The Horne Section                 |
| 2019         | Taskmastermind                     | Sig selv, vært                   | Interviews with Taskmaster contestants |
| 2019         | Richard Osman's House of Games     | Sig selv, deltager               | 5 episodes                             |
| 2019–present | Bad Golf                           | Sig selv, vært                   | Web series                             |
| 2020         | Peter Crouch: Save Our Summer      | Sig selv, vært                   |                                        |
| 2020–nu      | No More Jockeys                    | Sig selv, vært, deltager         | Web series, started in lockdown        |
| 2021         | Crouchy's Year-Late Euros: Live    | Sig selv, vært                   |                                        |